# فردیناندو ماسترویانی
فردیناندو ماسترویانی (انگلیسی: Ferdinando Mastroianni؛ زادهٔ ۲۱ مارس ۱۹۹۲) بازیکن فوتبال است.